# Tranvia Asti-Cortanze
La tranvia Asti-Cortanze era una linea tranviaria interurbana che collegò le città di Asti e Cortanze dal 1882 al 1915.

## Storia

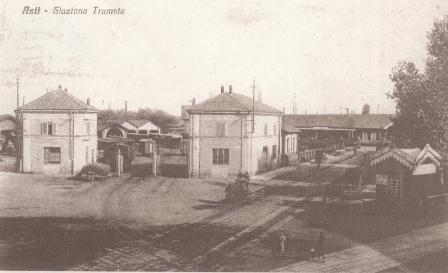
Asti, stazione tranviaria

Il 15 febbraio 1882 il banchiere francese Alfonso Raoul Berrier-Delaleu, che tra il 1879 e il 1880 aveva fatto costruire le tranvie a vapore Cuneo-Dronero e Saluzzo-Cuneo, stipulò con alcuni comuni dell'Astigiano un contratto per la costruzione e l'esercizio di una linea tranviaria da Asti a Montechiaro; tale contratto faceva seguito ad uno analogo, sottoscritto un mese prima, per una linea diretta a Canale d'Alba. L'imprenditore si impegnò a concludere la costruzione delle linee entro sei mesi dall'inizio dei lavori. La linea per Cortanze fu aperta sabato 16 settembre 1882; il primo orario prevedeva quattro coppie di corse giornaliere, che percorrevano i 18 km della linea in un'ora e venticinque minuti.
Il servizio sulle tranvie astigiane fu presto caratterizzato da lamentele da parte dell'utenza e della stampa, dovute ai frequenti deragliamenti, in particolare sulla linea per Canale. La situazione delle tranvie precipitò ulteriormente con il fallimento di Berrier-Delaleu, dichiarato il 10 marzo 1883 e dovuto anche alla mancata corresponsione da parte dei comuni interessati delle quote stabilite contrattualmente, il quale causò il fallimento delle banche di Carmagnola e Savigliano interessate alle linee del finanziere francese. Le tranvie astigiane furono quindi costrette a sospendere l'esercizio e nel 1884 furono messe all'asta. Alla quinta asta le linee furono cedute al Credito Torinese; sotto la nuova gestione, sul finire del XIX secolo si succedettero diverse proposte di prolungamento della linea verso Casale Monferrato (e di lì verso Chieri e Torino) oppure verso Cocconato, mai realizzatesi.
Il 18 dicembre 1897 il Credito Torinese, finito in liquidazione, cedette le due linee tranviarie alla Società Anonima delle Tramvie Astigiane, costituitasi nello stesso anno per gestire le due linee e per costruire ed esercire la tranvia Asti-Montemagno. La società nel 1908 fu ribattezzata Società Astese-Monferrina di Tramvie e Ferrovie (SAMTF).
Nel 1912 l'inaugurazione della ferrovia Chivasso-Asti, in parte parallela alla tranvia, fu un duro colpo per la linea, che vide ridursi i passeggeri del 60%: a ciò si aggiunsero l'incremento dei costi del carbone e del personale. A causa dello scoppio della prima guerra mondiale, nel 1915 il servizio fu sospeso e con la fine del conflitto la SAMTF decise di smantellare la linea: nonostante l'opposizione dei comuni interessati, i binari furono rimossi nel 1919 e la tranvia sostituita da autobus.

## Caratteristiche
|  | Unknown route-map component "uexKBHFa" |

| Unknown route-map component "uexCONTgq" | Unknown route-map component "uexABZgr" |  |

|  | Unknown route-map component "uexHST" |

|  | Unknown route-map component "uexBHF" |

|  | Unknown route-map component "uexBHF" |

|  | Unknown route-map component "uexABZgl" | Unknown route-map component "uexCONTfq" |

|  | Unknown route-map component "uexHST" |

|  | Unknown route-map component "uexBHF" |

|  | Unknown route-map component "uexHST" |

|  | Unknown route-map component "uexHST" |

|  | Unknown route-map component "uexHST" |

|  | Unknown route-map component "uexHST" |

|  | Unknown route-map component "uexBHF" |

|  | Unknown route-map component "uexBHF" |

|  | Unknown route-map component "uexHST" |

|  | Unknown route-map component "uexKBHFe" |

La linea tranviaria era a binario singolo a scartamento ridotto di 1100 mm. Si sviluppava per 18,066 km. La pendenza massima era del 35 per mille, il raggio minimo delle curve di 40 metri.
La linea contava una quindicina tra fermate e stazioni, di cui le principali, oltre ai due capolinea, erano quelle di Montechiaro, Serravalle e Cossombrato, nelle quali erano possibili gli incroci tra i convogli.

### Percorso
La stazione tranviaria di Asti si trovava nei pressi della stazione ferroviaria, dove in seguito fu costruita la stazione delle autolinee.

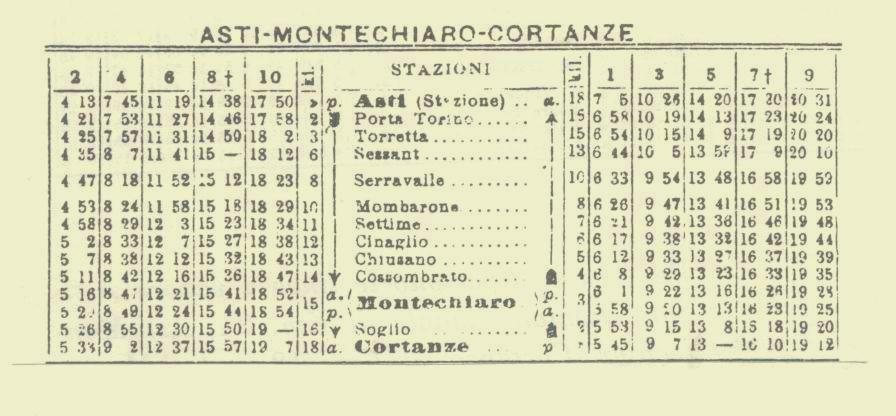
Orario del 1905

Sino al 1889 la linea percorreva il lato ovest di piazza Campo del Palio, piazza Alfieri e corso Alfieri giungendo a Porta Torino; da quell'anno la tranvia cambiò percorso, per limitare rumore e inquinamento, transitando per corso Stazione (ribattezzato in seguito corso Gramsci e corso Don Minzoni) sino a Porta Torino. Da lì la linea seguiva la statale per Torino sino al rione Torretta, da cui si distaccava la linea per Canale.
La linea imboccava dunque la strada per Soglio, toccando le località di Sessant, Serravalle, Mombarone, Settime, Cinaglio, Chiusano d'Asti, Cossombrato, Montechiaro d'Asti e Soglio, prima di arrivare a Cortanze.

## Materiale rotabile
Sulla tranvia prestarono servizio locomotive a vapore di tipo tranviario, costruite dalla Winterthur, e ad esse se ne affiancarono altre di costruzione Henschel & Sohn, Krauss e Hanomag. Le carrozze erano costruite dagli stabilimenti Locati di Torino e Grondona di Milano.

### Materiale motore - prospetto di sintesi[12]
| Unità   | Anno di costruzione | Costruttore | Quantità | Tipo     | Velocità massima |
| ------- | ------------------- | ----------- | -------- | -------- | ---------------- |
| 1 ÷ 4   | 1882                | SLM         | 4        | a 2 assi | 30 km/h          |
| 5 ÷ 6   | 1882                | Henschel    | 2        | a 2 assi | 30 km/h          |
| 8 ÷ 9   | 1882                | Krauss      | 2        | a 2 assi | 25 km/h          |
| 10 ÷ 12 | 1885-1886           | Krauss      | 3        | a 2 assi | 25 km/h          |
| 21      | 1911                | Hanomag     | 1        | a 2 assi | 25 km/h          |